# Непомук
Непомук (чеш. Nepomuk [ˈnɛpomuk]) — город и муниципалитет с расширенными полномочиями, расположенный на западе Чешской республики, в 35 км к юго-востоку от города Пльзень. Известен тем, что является родиной святого Яна Непомуцкого, который считается покровителем Чехии.

## История
Непомук возник в результате объединения изначально самостоятельных поселений — Помука (чеш. Pomuk) и Пршесанице (чеш. Přesanice), расположенных на важном торговом пути.
Дальнейший его расцвет связан с заложением цистерцианского монастыря в 1144-м году, а также с развитием ремёсел и торговли. В XIII веке Непомук получил уголовное право (чеш. hrdelní právo), то есть право проводить смертную казнь. Богатство поселения подкреплялось добывавшимися здесь золотом и серебром.
Изначально торговое поселение превратилось в 1413-м году в небольшой городок, ставший экономическим и административным центром монашеского имения. Однако, в 1420-м году монастырь был сожжён, а его хозяйство перешло в руки Швамберков, тогдашних владельцев зеленогорского поместья. Благодаря мудрому управлению, Непомук получил широкие права варить пиво и проводить ежегодную ярмарку. В 1730-м году император Карл VI повысил статус Непомука до города. С середины XIX века на протяжении ста лет Непомук был районным судебным центром.
В наши дни Непомук является общиной с расширенными полномочиями. В нём есть муниципалитет, бюро труда, земли и финансов, также есть библиотека с возможностью выхода в Интернет.

## Население
| Год  | Численность | Численность |
| ---- | ----------- | ----------- |
| 1869 | 2572        | [ 5 ]       |
| 1880 | 2967        | [ 5 ]       |
| 1890 | 2668        | [ 5 ]       |
| 1900 | 2506        | [ 5 ]       |
| 1910 | 2532        | [ 5 ]       |
| 1921 | 2478        | [ 5 ]       |
| 1930 | 2448        | [ 5 ]       |
| 1950 | 2331        | [ 5 ]       |
| 1961 | 2568        | [ 5 ]       |
| 1970 | 2616        | [ 5 ]       |
| 1980 | 3206        | [ 5 ]       |
| 1991 | 3211        | [ 5 ]       |
| 2001 | 3546        | [ 5 ]       |
| 2011 | 3809        | [ 5 ]       |
| 2014 | 3818        | [ 6 ]       |
| 2016 | 3755        | [ 7 ]       |
| 2017 | 3716        | [ 8 ]       |
| 2018 | 3696        | [ 9 ]       |
| 2019 | 3732        | [ 10 ]      |
| 2020 | 3735        | [ 11 ]      |
| 2021 | 3730        | [ 12 ]      |
| 2022 | 3550        | [ 13 ]      |
| 2023 | 3560        | [ 14 ]      |
| 2024 | 3526        | [ 3 ]       |

## Транспорт

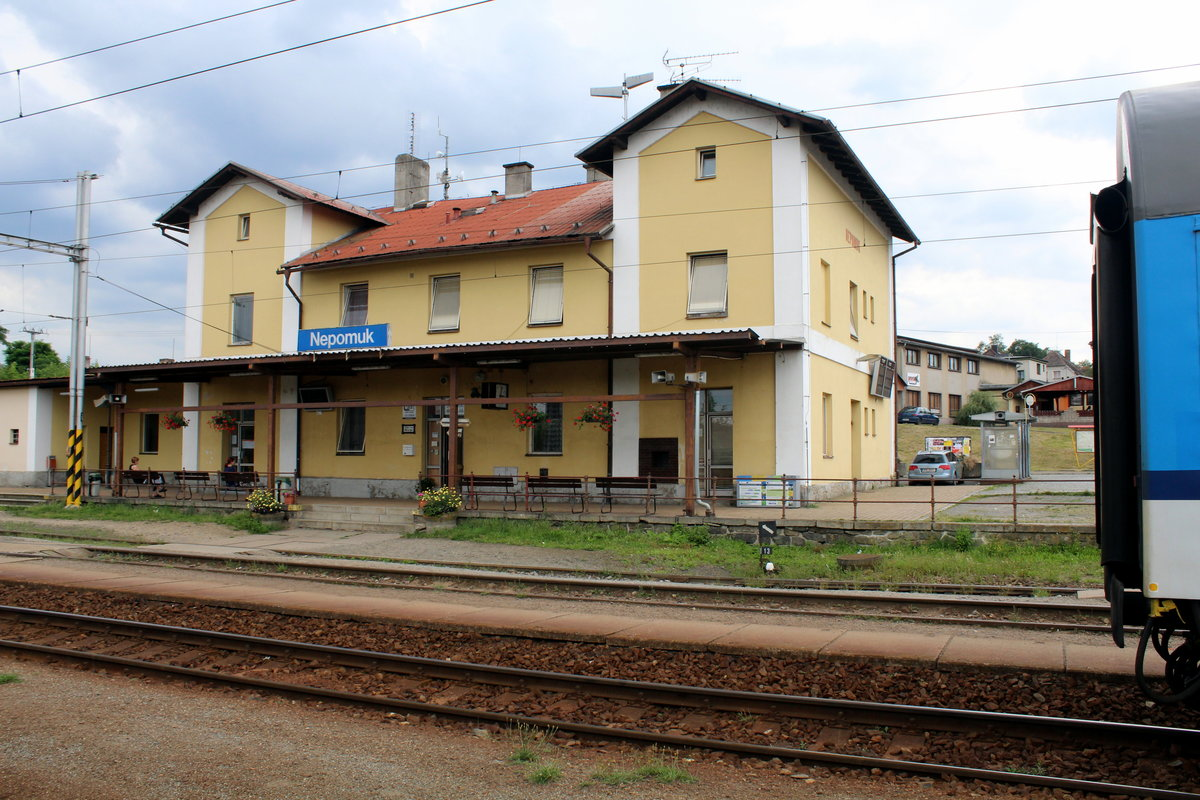
Жд вокзал

## Города-побратимы
- Аникщяй, Литва
- Висла, Польша
- Гуквальды, Чехия
- Кемнат, Германия
- Крупина, Словакия
- Омиш, Хорватия
- Рурмонд, Нидерланды